# Egmond
Egmond is een voormalige gemeente aan de kust in de Nederlandse provincie Noord-Holland ten (zuid)westen van Alkmaar. Op 1 januari 2001 is de gemeente Egmond met de gemeenten Schoorl en Bergen gefuseerd tot een nieuwe gemeente die de naam Bergen kreeg. Egmond bestaat uit drie kernen: Egmond-Binnen, Egmond aan Zee en Egmond aan den Hoef. De drie plaatsen met de naam Egmond worden (door buitenstaanders) soms gezien als één woonplaats; men spreekt ook wel van De Egmonden. Tot de gemeente Egmond hoorden ook de buurtschappen Rinnegom, Wimmenum en Egmondermeer.

## Bekendheid
Bekendheid danken de Egmonden aan:
1. de historie: de abdij, het adellijke geslacht huis Egmont, de ruïne van Kasteel Egmond (zie foto), de slotkapel (zie foto), de koloniehuizen, het oude vissersdorp, het zeedorpenlandschap in de duinen.[2]
2. de beroemde ouverture van de toneelmuziek Egmont door Ludwig van Beethoven, vernoemd naar huis Egmont.
3. het duinlandschap en de badplaats met vuurtoren J.C.J. van Speijk (zie foto);
4. enkele sportevenementen: de halve marathon van Egmond en de mountainbiketocht 'Egmond-pier-Egmond'.

## De naam 'Egmond'
Men heeft wel gedacht dat de benaming Egmond zou verwijzen naar de monding van een watertje Egg of Egge dat ter hoogte van de Egmonden in de zee uitmondde. Mogelijk was dit dan een zijtak van de Rekere of zelfs van het IJ. Ook zou de benaming mogelijk verwijzen naar het adellijke geslacht Egmont. Minder waarschijnlijk wordt geacht dat het verwijst naar persoonsnamen Egge of Egmund.
Moderne toponymie gaat echter uit van het begrip heeg-munde (hecmunda), dat 'omheinde sterkte' betekent en zo een relatie legt naar de oude graven van Holland en West-Friesland voor wie Egmond een van de steunpunten van hun gezag was. Dit lijkt een plausibeler verklaring voor de naam die al sinds de 10de eeuw voorkomt in bronnen.

## Geschiedenis

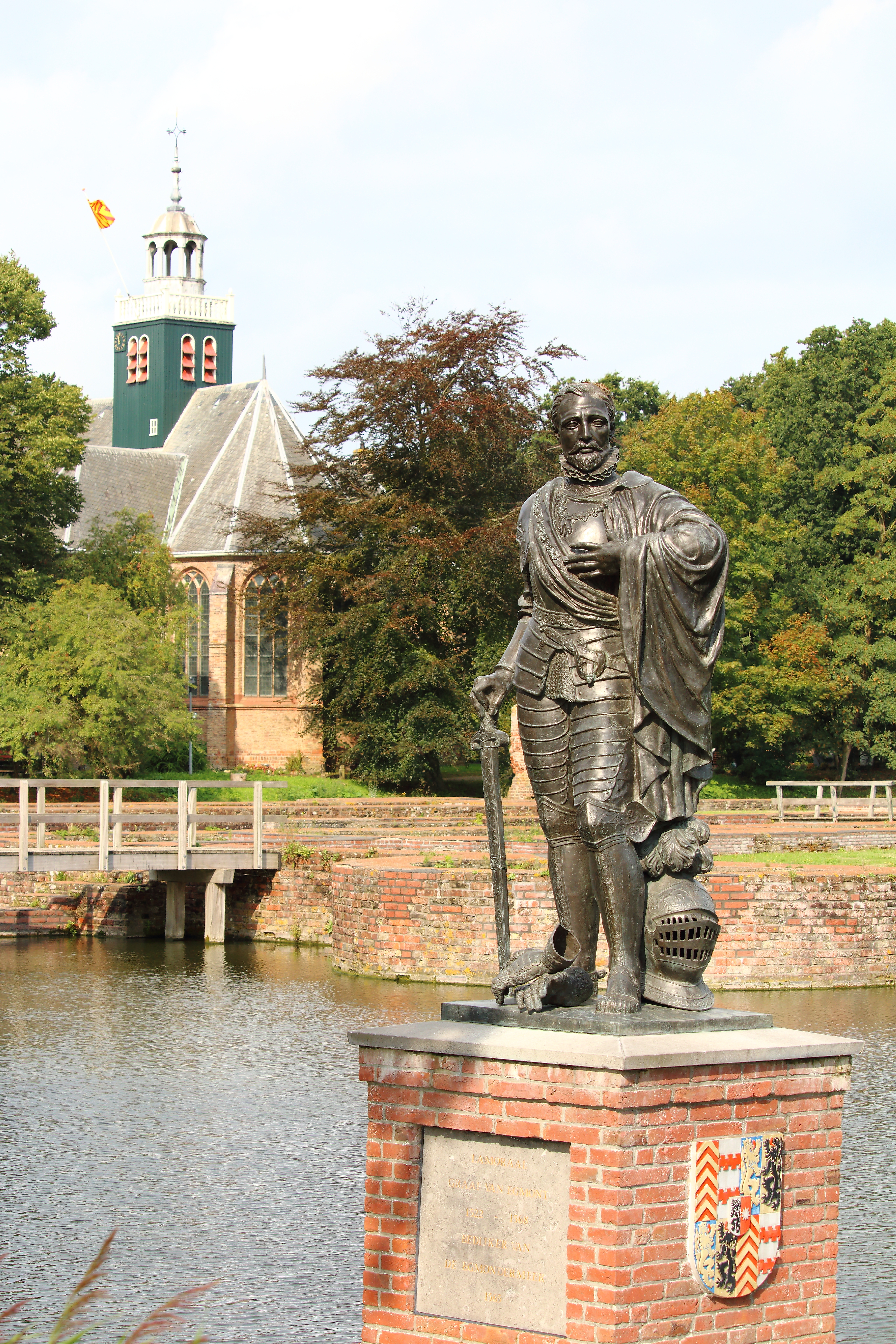
Ruïne Slot Egmond in Egmond aan den Hoef (Op de voorgrond in de slotgracht een bronzen Egmontstandbeeld (Lamoraal van Egmont) en op de achtergrond de Slotkapel)

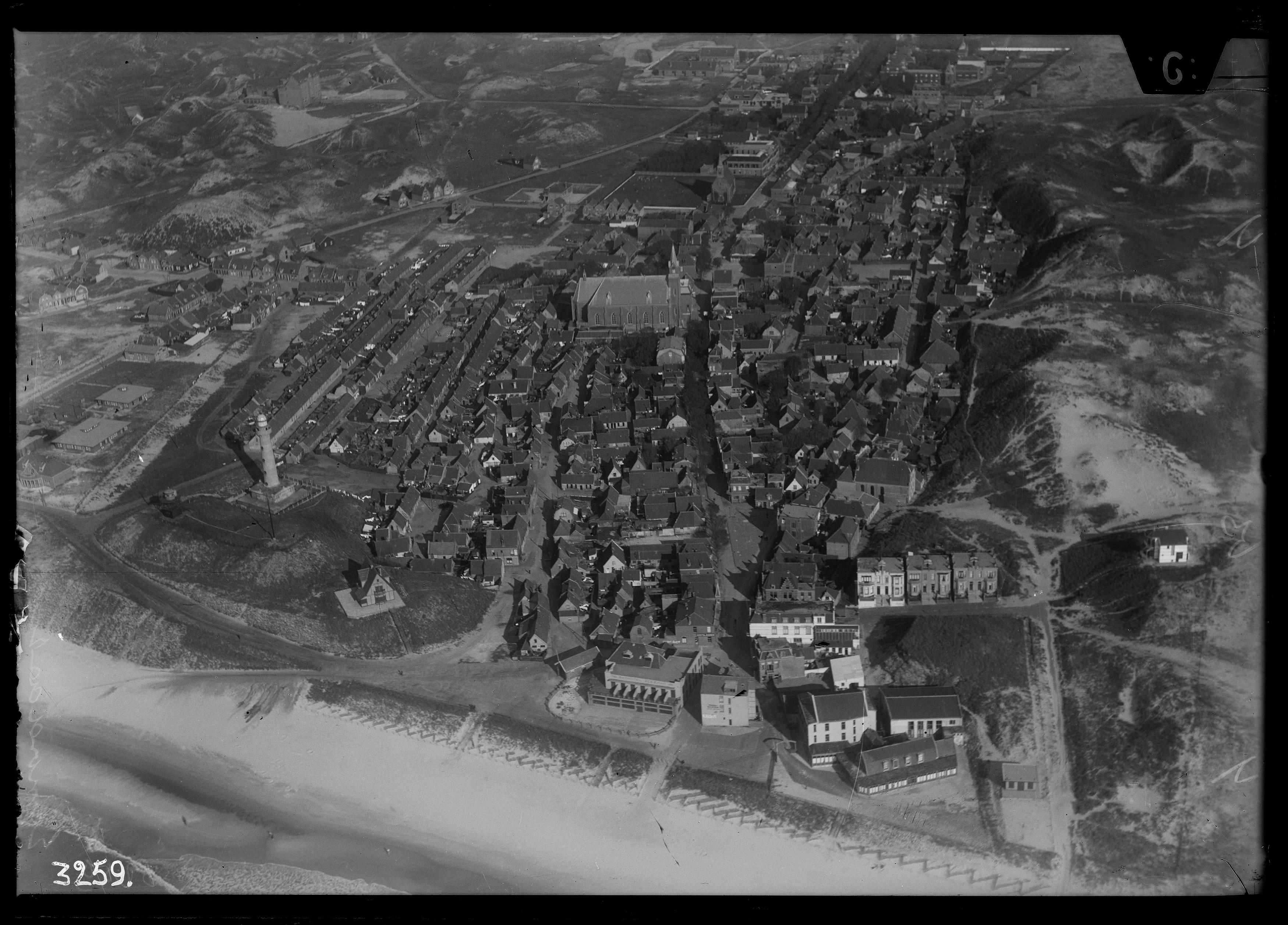
Luchtfoto van Egmond (1920-1940), Nederlands Instituut voor Militaire Historie

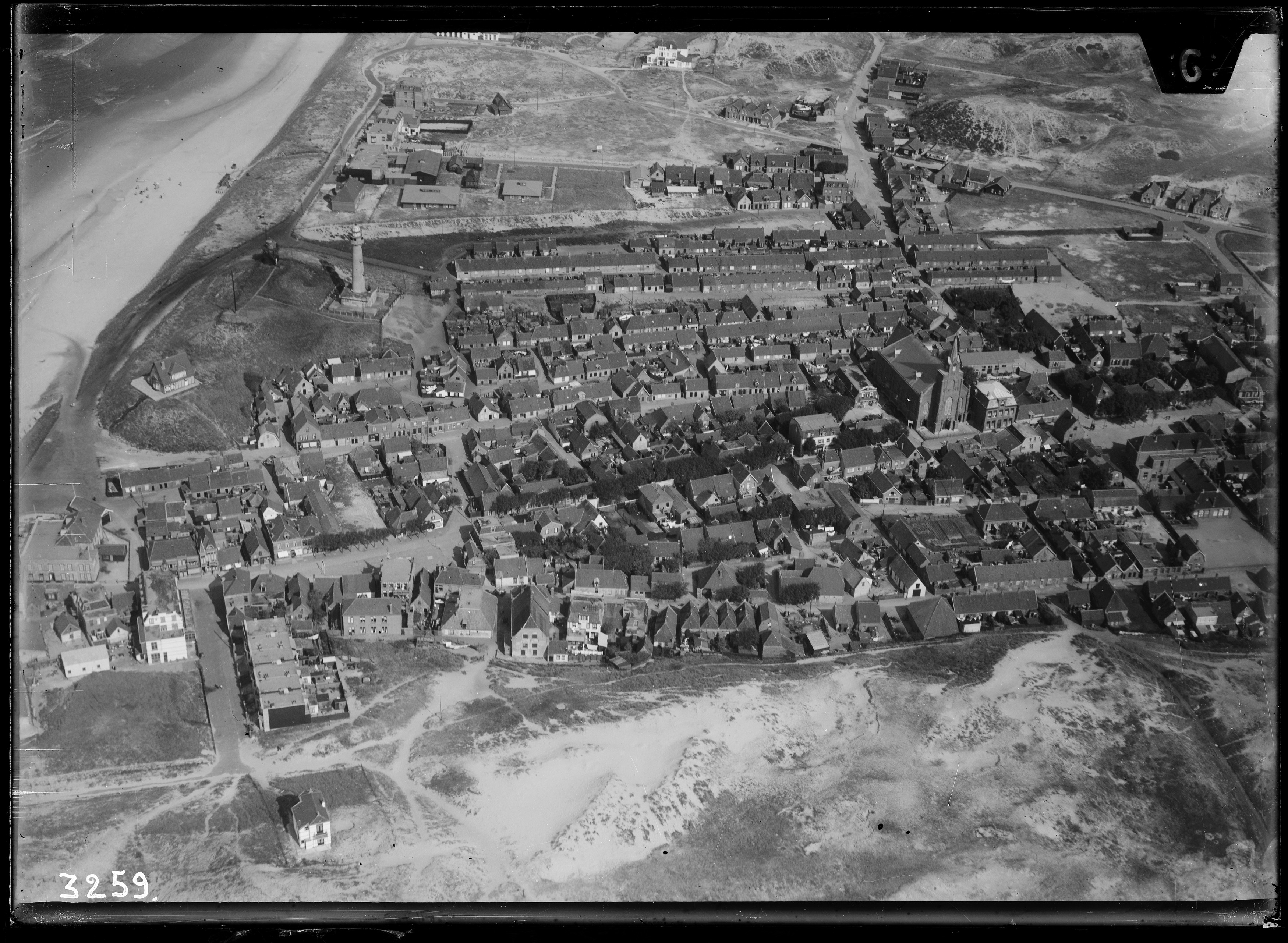
Luchtfoto van Egmond (1920-1940), Nederlands Instituut voor Militaire Historie

Hertog Rorik, die zich in de vroege middeleeuwen vanaf 861 waarschijnlijk bij Hallem (het huidige Egmond-Binnen) vestigde, zou de kapel van Sint Adelbert in Hecmunda, die door duinzand was ondergestoven, hebben laten uitgraven. De Runxputte (bij de Adelbertusput) zou volgens de overlevering naar Rorik zijn vernoemd. Misschien bouwde Rorik rond Hallem een omwald fort ter verdediging, dat direct met de zee in verbinding stond. Bij Egmond moet zo'n verbinding zijn geweest met een haven. Hallem moet naar de hal van een lokale machthebber verwijzen. In Kennemerland zijn er op verschillende plaatsen aanwijzingen voor 'centrale-plaats-complexen' (bestuursplaatsen of dingplaatsen, cultusplaatsen en marktplaatsen). Frankische kerken moesten nogal eens heidense cultusplaatsen vervangen. Hargen en Heiloo, heidense cultusplaatsen in de buurt, werden zo gekerstend.
De Friese graaf Gerulf, die eerder onder hertog Gudrodr de Jongere had gediend, kreeg in 889 gebied rond de monding van de Oude Rijn van de Oost-Frankische koning Arnulf van Karinthië. Op 15 juni 922 ontving Gerulfs zoon, graaf Dirk I, onder meer de kerk van Egmond met alle bijbehorende goederen van de West-Frankische koning Karel de Eenvoudige, als dank voor de strijd die Dirk had gevoerd tegen Karels opstandige vazallen. Dat gebied in Kennemerland was eerder van Gudrodr de Jongere geweest. Graaf Dirk I stichtte rond 950 een houten klooster voor nonnen in het nabijgelegen Hallem aan de rand van de duinen. Dirk I schonk aan dit klooster de bezittingen van de kerk, die hij in 922 had gekregen. De stichting vond plaats vanuit de Sint-Baafsabdij te Gent. Graaf Dirk II verving het nonnenklooster in de jaren zestig door een stenen abdij, die in 975 werd voltooid en liet monniken overkomen uit de hervormde Sint-Pietersabdij in Gent. De abdij behoorde tot de kloosterorde der Benedictijnen. Gravin Petronilla van Lotharingen liet na het overlijden van haar echtgenoot Floris II in 1121 de abdij afbreken en vervangen door een veel grotere kerk. In 1129 liet ze abt Wouter overkomen uit de opnieuw hervormde St. Pietersabij in Gent om orde op zaken te stellen. Deze Sint-Adelbertabdij te Egmond-Binnen is de oudste abdij in Nederland. De abdij groeide uit tot het belangrijkste culturele centrum van het middeleeuwse Holland en had een zeer grote en befaamde bibliotheek.
In het jaar 977 ontstond achter de duinen het dorp Egmond aan Zee, later bestuurd door de abdij en haar beschermheer. Het nabijgelegen, reeds voor de vroege middeleeuwen bestaande, dorp Hallem (of Hallum) veranderde in de loop van de tijd van naam. In de 10e eeuw komt het al voor als Ecmunde en Ekmunde. In 1350 komt de plaats voor als Egmunde. In later stadium komt de plaats voor als Egmont Binne. Het riddergeslacht van Egmond, het huis Egmont, vestigde zich op een grote boerderij (hoeve) ten noorden van de abdij. Uit deze hoeve ontstond de plaats Egmond aan den Hoef en in de 11e eeuw het slot van de graven van Egmond.
In 1573 werden de abdij en het kasteel op bevel van Willem van Oranje verwoest door de Geuzen onder leiding van Diederik Sonoy. Met de bezittingen van de abdij werd de oprichting van de Universiteit van Leiden gefinancierd. De ruïnes van de abdij bleven liggen tot rond 1800. Het kloosterleven hier werd in 1935 hervat en het nieuwe klooster werd in 1950 door paus Pius XII tot abdij verheven. De Benedictijner abdij draagt de naam Sint-Adelbertabdij en is vernoemd naar de missionaris, medewerker van Willibrord, die in deze streken actief is geweest. Architect Alexander Kropholler maakte het eerste ontwerp voor het huidige klooster. Dit ontwerp is echter maar gedeeltelijk uitgevoerd. Bernardus Joannes Koldewey heeft het complex voltooid. Het kasteel, dat eerst nog gedeeltelijk bewoonbaar was, werd in 1798 verkocht voor de sloop, met uitzondering van de Rentmeestertoren. Ruim dertig jaar later viel ook deze toren onder de slopershamer, op het fragment na dat er nu nog staat. De fundamenten van het slot Egmond zijn in de jaren dertig van de 20e eeuw opgemetseld in het kader van een werkgelegenheidsproject. Ze zijn samen met het restant van de Rentmeestertoren, omgeven door de slotgracht, nog te bezichtigen in Egmond aan den Hoef. De Slotkapel ligt naast de slotruïne en dateert in de huidige vorm uit de vijftiende eeuw.
Door erosie van de kust verdwenen bij de Allerheiligenvloed op 1 november 1570 vijftig huizen van Egmond aan Zee in de zee. Bij de Kerststorm in november 1741 werden 36 huizen en de kerk met toren door de zee opgeslokt.
De beroemde Franse filosoof René Descartes (1596-1650) heeft in de periode 1643-1649 op drie verschillende plekken in de Egmonden gewoond, waaronder een jaar naast de Slotkapel. 
Op 26 december 1824, ruim een maand na de oprichting van de Maatschappij tot Redding van Drenkelingen, verrichtten Egmonders met een roeiboot de allereerste redding in de geschiedenis van deze Redding Maatschappij.
Van 1905 tot 1934 had Egmond een tramverbinding met Alkmaar. Het eindpunt van de lijn lag in Egmond aan Zee, waar het stationsgebouw nog aanwezig is. De lijn had ook een halte bij Egmond aan den Hoef en liep via de Egmondermeer naar Alkmaar.
Al vanaf de jaren 1930 werden 'bleekneusjes' uit de grotere steden op advies van de schoolarts voor zes weken of drie maanden naar vakantiekolonies in Egmond aan Zee gestuurd om aan te sterken of om hun ouders even te ontlasten van de dagelijkse zorg. Bekende instellingen waren Zwartendijk, Kerdijk, St. Joseph, Prinses Juliana en Prinses Beatrix. In de jaren 1970 stierf het begrip 'bleekneusjes' met de toenemende welvaart en andere kijk op de jeugdzorg langzaam uit. Zwartendijk en Kerdijk werden omgebouwd tot appartementen, St. Joseph werd aangekocht door de Bhagwan-beweging (thans Osho-beweging) en Prinses Beatrix en andere instellingen werden tot groot verdriet van velen gesloopt. Regelmatig komen mensen naar Egmond om het koloniehuis waar ze als kind verbleven nog een keer te zien.
In 1978 zijn de badplaats Egmond aan Zee, Egmond aan den Hoef, Egmond-Binnen en de buurtschappen Rinnegom, Wimmenum en de polderbuurtschap Egmondermeer opgegaan in de gemeente Egmond.
Op 1 januari 2001 is de gemeente Egmond gefuseerd met de gemeenten Bergen en Schoorl tot de nieuwe gemeente Bergen.

## Bijzonderheden

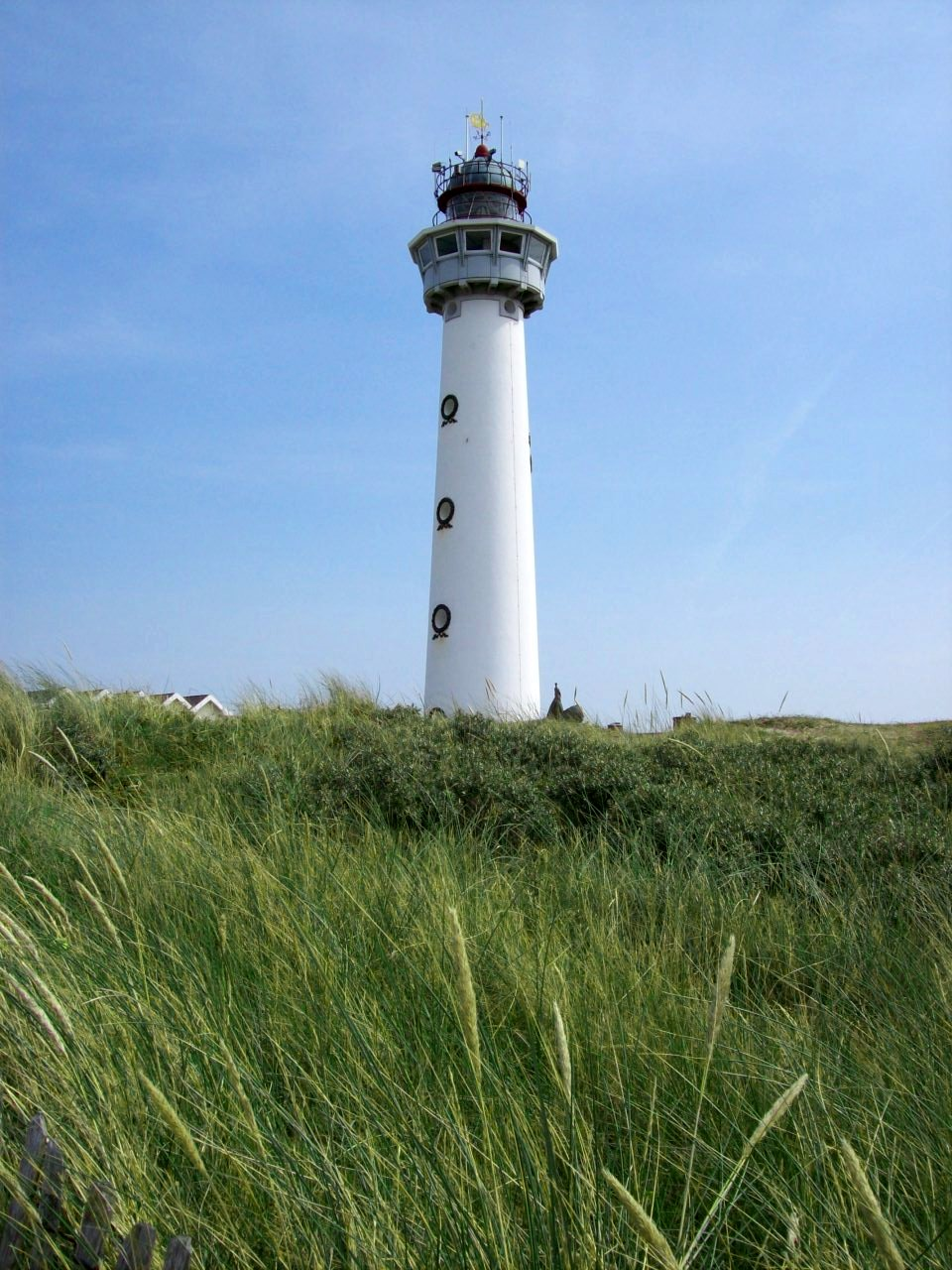
Vuurtoren J.C.J. van Speijk

- De inwoners van Egmond aan Zee worden Derpers genoemd, die van Egmond aan den Hoef Hoevers en die van Egmond-Binnen Akkeloren.[1]
- In Egmond aan Zee is een groot deel van de inwoners lid van de Oudkatholieke Kerk.
- In Egmond aan Zee staat een 28 meter hoge vuurtoren, genaamd J.C.J. van Speijk.
- Een onderzeekabel voor dataverkeer, genaamd UK-Netherlands 14, verbindt Nederland met het Verenigd Koninkrijk. Deze kabel loopt van Egmond naar Winterton-on-Sea en heeft een lengte van 206 kilometer. De kabel is eigendom van British Telecom, KPN en Vodafone.[8]
- Elk jaar wordt op de tweede zondag van januari een halve marathon gelopen; in 2020 was dit de 49ste keer. De 50ste editie zal waarschijnlijk plaatsvinden in 2022. De editie van 2021 vindt geen doorgang vanwege de Covid-19 pandemie.
- Sinds 1998 wordt jaarlijks de mountainbiketocht Egmond-Pier-Egmond gereden.
- Op 15 december 1979 spoelde tijdens een storm een dode potvis aan. Een bijzondere gebeurtenis, want het was pas de vijfde potvis sinds 1900. Tussen 1750 tot 1900 waren er geen potvissen op de Nederlandse kust gestrand. De walvis lokte tienduizenden mensen naar het strand. Het ontleden en afvoeren van het kadaver duurde drie dagen. Het skelet viel uit elkaar, maar werd gereconstrueerd en was het eerste opgestelde skelet van een potvis in Nederland. Het is te zien in het Museon in Den Haag.
- In de drie Egmonden wonen gezamenlijk (peildatum: nov. 2008) een kleine 12.000 inwoners.
- In oktober 2003 werd het tweede aardkundig monument van de provincie Noord-Holland onthuld in Egmond aan Zee; het betreft hier het bijzondere duinsysteem.[9] In dit duingebied liggen reeksen van kamduinen met aansluitend een hoge binnenduinrand.